# Ermita de San Román
La ermita de San Román es un templo situado en el concejo de San Román de Campezo, en el municipio español de Bernedo.

## Descripción
La ermita, sita en una hendidura en la peña de San Román que domina el concejo alavés de San Román de Campezo, tiene una imagen del mártir del mismo nombre datada no más tarde del siglo XVII.
La construcción aparece descrita en el quinto volumen del Diccionario geográfico-estadístico-histórico de España y sus posesiones de Ultramar de Pascual Madoz con las siguientes palabras:

dedicada á Roman Abad y Mártir, existe en la raiz del mencionado peñasco; es formada por una concavidad enteramente de piedra, en la cual caben mas de 200 personas: desde la guerra de la Independencia ha estado sin culto; pero reparado su altar mayor, fué bendecida nuevamente por comision del ob., y desde entonces se celebra en ella misa los sábados de cada semana.)
(Madoz, 1846, p. 352)

Vicente Vera y López también la reseña en el tomo de la Geografía general del País Vasco-Navarro dedicado a Álava, en el que dice: «ésta es célebre por estar en el hueco de una peña, que forma una nave de grandes dimensiones horadada por la naturaleza».